# Erik Qvistgaard

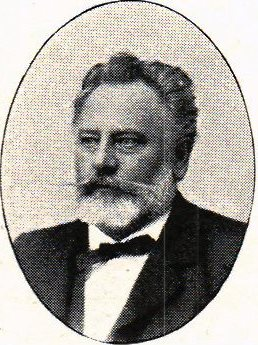
Erik Qvistgaard

Erik Carl Marius Qvistgaard, född 10 augusti 1847 i Stävie socken, Malmöhus län, död 1923 i Malmö, var en svensk ingenjör.
Qvistgaard blev elev vid Tekniska elementarskolan i Malmö, avlade avgångsexamen där 1869, blev elev vid lantmäterikåren 1870, var elev och t.f. nivellör vid statens järnvägsbyggnader 1870–72, stationsingenjör vid Karlshamn–Vislanda järnvägsbyggnad, Sundsvall–Torpshammars järnvägsbyggnad och Uddeholms järnvägsbyggnad 1872–74 och biträde hos chefen i Södra väg- och vattenbyggnadsdistriktet 1877–80. 
Qvistgaard uppgjorde förslag till Malmö–Fjärdingslövs järnväg 1875, Säbyholms Järnväg  1881, spårväg i Malmö 1882, Malmö–Billesholms Järnväg 1884, Mellersta Blekinge Järnväg 1885–87, Vittsjö–Markaryds Järnväg 1887, Holmsjö–Eringsboda–Älmeboda Järnväg 1896 samt till förlängning av Nättraby–Alnaryd–Eringsboda Järnväg från Eringsboda till Älmeboda 1901.
Qvistgard var byggnadschef vid Säbyholms Järnväg 1882–83, kontrollerande ingenjör vid Östra Blekinge Järnväg 1897–98 samt baningenjör och trafikchefsassistent vid Karlskrona–Växjö Järnväg från 1889. Han var senare verksam i Malmö som konsulterande ingenjör. På hans förslag överlämnades 1888 kvarlåtenskapen av den 1883 bildade och några år senare avsomnade Tekniska föreningen i Malmö till "Tekniska föreningens donationsfond", en stipendiefond vid Tekniska elementarskolan i Malmö. 